# Жоржолиани, Нанука

9
Нанука (Нана) Жоржолиани (род. 26 июня 1979) — грузинская телеведущая и журналист.
Родилась 26 июня 1979 года. Окончила факультет журналистики Тбилисского государственного университета. В 1999 году она начала работать на Первом канале в утреннем телевизионном выпуске «Алиони». В 2001 году она переехала на «Рустави-2», освещая политические новости. В 2005—2007 годах была директором Информационного центра НАТО. В 2008 году она была репортером во время российско-грузинской войны. С 2009 года она была автором и телеведущей грузинского ток-шоу «Шоу Нануки Жоржолиани на Рустави 2», с 2019 года шоу изменило название на «Ещё одна Нанука» и перешло на новый канал «Мтавари Архи». С 2005 по 2007 год она возглавляла Информационный центр НАТО.
В разводе, двое детей: Мариам Гегучадзе и Саба Кодуа.
На парламентских выборах в сентябре 2020 в одномандатном округе заняла 2-е место.
В 2013 году награждена орденом Царицы Тамары.